# 会计从业资格证
会计从业资格考试是中华人民共和国颁给会计从业人员的资格证书。由各省财政部门组织，是一种入门资格证书。考试时间各省不尽相同，一般为一年两次或者四次，考试必须一次性通过。截至2005年底，全国颁发会计从业资格证书累计突破一千万，达到10558610人。
2017年11月4日，会计从业资格证被取消。

## 考试科目
财经法规与会计职业道德、会计基础、初级会计电算化。

## 证书管理
会计从业资格证书实行每年年检（继续教育）制度和6年定期换证制度。